# Trollhättans tingshus
Trollhättans tingshus, är en byggnad vid Drottningtorget i Trollhättan som var det andra tingshuset i staden efter Gamla tingshuset vid Karl Johans torg från 1895. Tingshuset uppfördes för Flundre, Väne och Bjärke tingslag och användes efter tingsrättsreformen 1971 av Trollhättans tingsrätt, som omfattade Lilla Edets kommun och Trollhättans kommun. Det tjänade som tingshus fram till 2004, då Trollhättans tingsrätt upplöstes och uppgick i Vänersborgs tingsrätt. 
Tingshuset ritades i funktionalistisk stil av Allan Berglund och uppfördes 1937-1938 i kvarteret Älvkvarnen, vid korsningen Drottninggatan – Gärdhemsvägen. En tillbyggnad på östra sidan tillkom 1965, med tingssal i bottenvåningen och bostäder på övervåningen. 